# Batalha de Solícino
A Batalha de Solícino foi travada em 368 entre o exército romano e os invasores alamanos. As forças imperiais, lideradas pelo imperador Valentiniano I, venceram a batalha, mas sofreram pesadas perdas. Pouco mais do que isso se sabe sobre a batalha. O historiador Amiano Marcelino alega que diferentes tribos se organizaram para uma grande ofensiva, a última a conseguir ultrapassar o limes germânico. Forçados a lutar, os alamanos recuaram para uma colina e ali infligiram pesadas perdas aos romanos até que finalmente foram derrotados.

## Localização
A localização da batalha é desconhecida e é ainda hoje tema de debates e especulações. Nenhuma evidência arqueológica foi encontrada até o momento e, portanto, há diversas colinas que podem ser o local do combate. Entre os locais estão Sulz am Neckar, Heidelberg, Schwetzingen, Rottenburg (Sülchen), Glauberg ou Spitzberg perto de Tübingen. Todos eles estão no sudoeste da Alemanha, mas dispersos numa área com 200 km de diâmetro. A pesquisa mais recente mostra que ela ocorreu provavelmente ao norte do que é hoje Hechingen e a cidade perdida de Solícino estaria localizada justamente abaixo do local onde está o Museu Romano de Hechingen atualmente.